# Mirsanda Stanić
Prof. Dr Mirsanda Stanić (Lovran, 1950) srpski je profesor i naučnik u oblastima medicine i biologije.

## Biografija
Rođena je u Lovranu 21. juna 1950. godine. Osnovno i srednje obrazovanje je stekla u Omišu, a na Medicinskom fakultetu u Beogradu je diplomirala 1976. godine. Magistrirala je molekularnu biologiju 1984. godine, na smeru Neurobiologile razvića, sa tezom pod nazivom „Uticaj testosterona na androgene receptore bubrega misa”.
U Velikoj Britaniji je 1985. godine stekla sertifikat IVF (in vitro fertilization) i ET u Bourn Hall Clinic, Cambridge, o savladanim kliničkim i biološkim tehnikama vantelesne oplodnje od osnivača metoda Patric Steptoea i R. Edwardsa, dobitnika Nobelove nagrade.
Na Meducinskom fakultetu u Beogradu je odbranila doktorsku tezu na temu „Sazrevanje i oplodjenje humanih oocita” iz oblasti reprodukcije 1990. godine, prve takve teze u Srbiji.
Završila je specijalizaciju iz ginekologije i akušerstva 1992. godine i subspecilalizaciju iz fertiliteta i steriliteta 1996. godine na Medicinskom fakutetu u Beogradu.

## Radna biografija
Dobar deo naučnog obrazovanja je stekla i na studijskim i radnim boravcima u Health Science Center, South Western Medical School, Dalas, Teksas, 1980. godine, gde je radila eksperimentalni deo magistarske teze. U Americi je provela ukupno 7 godina, od toga deo vremena na prestižnom Vanderbilt University, gde je radila u oblasti molekularne imunoloske endokrinologije i kulture organa in vitro 2003. i 2004. godine kao i na Veteran Affair Hospital, zatim kao viziting profesor na PEN State University, 1999. godine i više puta na Univerzitetima u Londonu, gde je, između ostalog, prikazala prototip Mini - laboratorije - inovaciju medicinske naprave. U Nemačkoj je radila 10 godina kao Direktor/Supervisor naučne laboratorije, farmaceutske firme Biofactor GmbH, gde je osmislila i razvila prvi humani medijum za pranje spermatozoida Spermoviv-H, koji je proizvođen i prodavan oko 10 godina.
Na Internacionalnoj konferenciji o andrologiji 1989. godine u Marbelji, Španija, dobila je Prvu internacionalnu nagradu za naučni rad i prezentaciju. Na osnovu toga dobila je odobrenje za organizaciju sledeće internacionalne koferencije iz andrologije, koja nije odrzana zbog rata u Jugoslaviji.
Od 1995. godine je bila profesor Neurobiologije razvića Centra za multidisciplinarne studije i od 1997. godine profesor Humane genetike na Institutu za humanu genetiku, Medicinskog fakuteta u Beogradu.
Bila je Direktor Instituta za humanu genetiku Medicinskog fakulteta Univerziteta u Beogradu tokom dva izbora i šef Katedre na istom Institutu nekoliko puta. Istovremeno je organizovala i vodila nastavu iz Humane genetike na Internacionalnom medicinskom fakultetu, na engleskom jeziku.
Radila je u Institutu za viruse, vakcine i serume TORLAK, 2013. i 2014. godine kao Direktor translacione medicine i nauke.
U privatnoj bolnici BELMEDIC je stalni konsultant od 2009. godine kao ginekolog, subspecijalista steriliteta i endokrinologije i profesor humane kliničke genetike.

## Naučna ostvarenja
Ima objavljenih više od 70 naučnih radova u domaćim i stranim časopisima. Autor i koautor je sedam knjiga i uđbenika i jedne monografije.
Radovi u oblasti praktičnih realizacija i inovacija:
- Patentiran prvi medijum za pranje humanih spermatozoida SPERMOVIV -H, koji je patentirala i proizvodila farmaceutska kompanija Biofactors GmbH, Nemačka,
- Razvoj „Mini - laboratorije” koji je finansirao Fond za nauku u Beogradu, dok je prototip napravila firma za medicinske uređaje Biomedicina,
- „Dilatator cerviksa” uteri koji nije patentiran, ali za koji je potpisan Ugovor o tajni sa Vanderbilt Univerzitetom u Nešvilu.

Naučnim istraživanjem je ostvarila vakcinu za lečenje povišenog krvnog pritiska i lek za migrenu, koji, iako uspešni, nisu realizovani, zbog pretpostavljenih veoma ozbiljnih mogućih komercijalnih posledica, prilikom primene lekova za bolesti od kojih boluje preko 50% stanovništva. Oba leka zastićena su od strane advokatske patentne kancelarije u Njujorku. Rad pod nazivom „Migranine Healing” je objavila u obliku prezentacije na Linkedin mreži.

### Prva vantelesna oplodnja u Srbiji
Mirsanda Stanić je ubrzo posle rađanja Luize Braun, 1978. godine, prve bebe začete vantelesnom oplodnjom kod nobelovca R.Edvards-a i P.Steptoe-a, prenela tehniku oplodnje u Ginekološku bolnicu „Narodni front” i u grupi profesora Ž. Živanovića, nosioca naučnog programa, ostvarila prvu uspešnu vantelesnu oplodnju u Srbiji, koju je realizovala već 1986. godine. Posle rađanja M.T. iz Vranja, Mirsanda Stanić je imala još 73 uspešne vantelesne oplodnje, pre nego što je težište istraživanja prenela na druge oblasti.

## Naučni interes
Tokom duge naučne karijere, Mirsanda Stanić je, obzirom na veliko znanje bioloških procesa u medicinskim naukama, naročiti interes i težište rada imala na:
- Ginekološkoj endokrinologiji, endokrinologiji regenerativnih procesa i molekularnoj endokrinologiji imunih procesa,
- Endokrinologiji menopauze i andropauze,
- Medicinskom antieging programu,
- Translacionoj nauci i medicini.